# ويليامزتاون (فيرمونت)
ويليامزتاون (بالإنجليزية: Williamstown, Vermont)‏ هي بلدة تقع بولاية فيرمونت في الولايات المتحدة. تبلغ مساحتها 104.5 (كم²)، وترتفع عن سطح البحر 273 م، بلغ عدد سكانها 3225 نسمة في عام 2000 حسب إحصاء مكتب تعداد الولايات المتحدة وتصل الكثافة السكانية فيها 31 نسمة/كم2.

## أعلام
- توماس مارشال هاو
- إيليا باين

## وصلات خارجية
- The US50 - Cities and Towns in Vermont State
- Vermont Cities and Towns, Facts, Map, Flag, Colleges, Government, and More